# Saint-Yan
Saint-Yan là một xã ở tỉnh Saône-et-Loire trong vùng Bourgogne của Pháp.
Sông Arconce chảy qua xã này.
Dân số năm 1999 là 1082 người.

## Khí hậu
| Dữ liệu khí hậu của Saint-Yan (1981–2010) | Dữ liệu khí hậu của Saint-Yan (1981–2010) | Dữ liệu khí hậu của Saint-Yan (1981–2010) | Dữ liệu khí hậu của Saint-Yan (1981–2010) | Dữ liệu khí hậu của Saint-Yan (1981–2010) | Dữ liệu khí hậu của Saint-Yan (1981–2010) | Dữ liệu khí hậu của Saint-Yan (1981–2010) | Dữ liệu khí hậu của Saint-Yan (1981–2010) | Dữ liệu khí hậu của Saint-Yan (1981–2010) | Dữ liệu khí hậu của Saint-Yan (1981–2010) | Dữ liệu khí hậu của Saint-Yan (1981–2010) | Dữ liệu khí hậu của Saint-Yan (1981–2010) | Dữ liệu khí hậu của Saint-Yan (1981–2010) | Dữ liệu khí hậu của Saint-Yan (1981–2010) |
| Tháng                                     | 1                                         | 2                                         | 3                                         | 4                                         | 5                                         | 6                                         | 7                                         | 8                                         | 9                                         | 10                                        | 11                                        | 12                                        | Năm                                       |
| ----------------------------------------- | ----------------------------------------- | ----------------------------------------- | ----------------------------------------- | ----------------------------------------- | ----------------------------------------- | ----------------------------------------- | ----------------------------------------- | ----------------------------------------- | ----------------------------------------- | ----------------------------------------- | ----------------------------------------- | ----------------------------------------- | ----------------------------------------- |
| Cao kỉ lục °C (°F)                        | 17.3 (63.1)                               | 23.2 (73.8)                               | 25.7 (78.3)                               | 28.8 (83.8)                               | 33.4 (92.1)                               | 38.2 (100.8)                              | 41.7 (107.1)                              | 40.2 (104.4)                              | 33.7 (92.7)                               | 30.6 (87.1)                               | 23.6 (74.5)                               | 19.8 (67.6)                               | 41.7 (107.1)                              |
| Trung bình ngày tối đa °C (°F)            | 6.5 (43.7)                                | 8.2 (46.8)                                | 12.4 (54.3)                               | 15.6 (60.1)                               | 19.8 (67.6)                               | 23.3 (73.9)                               | 26.3 (79.3)                               | 25.9 (78.6)                               | 21.7 (71.1)                               | 16.9 (62.4)                               | 10.5 (50.9)                               | 6.9 (44.4)                                | 16.2 (61.2)                               |
| Tối thiểu trung bình ngày °C (°F)         | −0.4 (31.3)                               | −0.3 (31.5)                               | 1.9 (35.4)                                | 4.1 (39.4)                                | 8.2 (46.8)                                | 11.3 (52.3)                               | 13.4 (56.1)                               | 13.0 (55.4)                               | 9.7 (49.5)                                | 7.1 (44.8)                                | 2.7 (36.9)                                | 0.4 (32.7)                                | 6.0 (42.8)                                |
| Thấp kỉ lục °C (°F)                       | −22.7 (−8.9)                              | −23.6 (−10.5)                             | −13.3 (8.1)                               | −8.2 (17.2)                               | −3.1 (26.4)                               | 0.3 (32.5)                                | 3.9 (39.0)                                | 1.7 (35.1)                                | −2.2 (28.0)                               | −8.1 (17.4)                               | −11.3 (11.7)                              | −16.9 (1.6)                               | −23.6 (−10.5)                             |
| Lượng Giáng thủy trung bình mm (inches)   | 52.9 (2.08)                               | 46.5 (1.83)                               | 49.8 (1.96)                               | 65.6 (2.58)                               | 89.4 (3.52)                               | 75.5 (2.97)                               | 68.4 (2.69)                               | 67.3 (2.65)                               | 77.1 (3.04)                               | 75.2 (2.96)                               | 72.2 (2.84)                               | 59.5 (2.34)                               | 799.4 (31.47)                             |
| Số ngày giáng thủy trung bình             | 10.7                                      | 8.9                                       | 9.5                                       | 10.5                                      | 11.7                                      | 9.2                                       | 8.3                                       | 8.2                                       | 8.9                                       | 10.6                                      | 10.9                                      | 11.3                                      | 118.6                                     |
| Số giờ nắng trung bình tháng              | 65.3                                      | 88.7                                      | 146.6                                     | 167.7                                     | 197.9                                     | 226.9                                     | 247.6                                     | 230.3                                     | 167.0                                     | 111.8                                     | 66.1                                      | 52.1                                      | 1.767,7                                   |
| Nguồn: Météo France                       |                                           |                                           |                                           |                                           |                                           |                                           |                                           |                                           |                                           |                                           |                                           |                                           |                                           |